# Tradiție
Tradiția (în latină traditio, din tradere, „a da mai departe”) înseamnă transmiterea continuă a unui conținut cultural de-a lungul istoriei de la un eveniment generator sau un trecut imemorabil. Acest patrimoniu intangibil poate fi vectorul identității unei comunități umane. În sensul său absolut, tradiția este o memorie și o idee, o conștiință colectivă, alături de datoria de a da mai departe și a îmbogăți. Cu articolul nedefinit, o tradiție poate însemna, totodată, o mișcare religioasă sau, mai degrabă, o anumită practică simbolică, cum ar fi, spre exemplu, tradițiile populare. 

## Expresii culturale tradiționale
Sintagma "expresii culturale tradiționale" este folosită de Organizația Mondială a Proprietății Intelectuale pentru a se referi la "orice formă de expresie artistică și literară în care sunt încorporate cultura și cunoașterea tradițională. Ele sunt transmise de la o generație la alta și includ textele lucrate manual, picturile, povestirile, legendele, ceremoniile, muzica, cântecele, ritmurile și dansul".

## În creștinism
Tradiția sau datina (învechit predania) este în Biserică un izvor al revelației, alături de scrierile biblice. Reforma protestantă a opus acestui principiu formula Sola scriptura, conform căreia numai scrierile biblice constituie izvor al revelației.
La începutul secolului al XIX-lea, ca o reacție la Revoluția franceză, a apărut în Franța curentul tradiționalist, care a considerat că rațiunea umană slăbită fiind de păcatul originar, este incapabilă de a recepta revelația divină, singura sursă a acesteia rămânând credința în tradiție. Principalii teoreticieni ai tradiționalismului și fideismului au fost Joseph de Maistre și Felicité Lamennais. Papa Grigore al XVI-lea a condamnat tezele acestora.